# 中野豪
中野 豪（なかの ごう、1955年 - 2006年5月11日）は日本のイラストレーター、漫画家。

## 評価
独特のタッチの挿絵と、「Go!」のサインで知られている。
『コンプティーク』『マル勝ファミコン』等のゲーム誌のイラストを多くこなしていた。
『コンプティーク』では4コマ「大江戸裏ワールド」のほか、編集者（佐藤辰男など）やライター（黒田幸弘、水野良など）の似顔絵で知られる。
『マル勝ファミコン』では創刊号から「帰って来たボツはがき」を連載。ここから生まれたキャラクターにマント犬、モンク猫、マルアマン（「マルア」の正しい表記は「○」の中に「ア」）等がある。
なお、マルアマンはもともとボツになった読者のハガキに描かれていたキャラクターであり、このハガキが「帰って来たボツはがき」で取り上げられたことで生まれた。
2006年5月11日、大腸癌のため死去、満50歳没。

## 主な作品

### 単行本
- 中野豪イラスト傑作「豪傑」（発行者：佐藤辰男、発行所：Go!さんの本を作る会。通信販売のみ）
- 大江戸裏ワールド
- 交番のウラは闇 イラスト・マンガ版（刊：第三書館）

以下挿絵のみ
- クロちゃんのRPG見聞録
- クロちゃんのRPG千夜一夜
- RPG製作ノート MAKING OF MADARA
- それゆけ!マル廃ゲーマーズ（刊：角川書店）
- 浩子の半熟コンピュータ（刊：毎日コミュニケーションズ）
- ホメずにいられない（著者：福野礼一郎）
- ケーサツの横はドブ―これでいいのか日本ポリス（刊：第三書館）
- ロードス島戦記コンパニオン(刊：角川書店)

### 雑誌イラスト
- 月刊コンプティーク
- マル勝ファミコン
- サンデー毎日
- 週刊ベースボール
- ニューモデルマガジンX
- 別冊宝島
- F1グランプリ特集